# جامع محمد الأمين بوشر
يقع جامع محمد الأمين في ولاية بوشر بمحافظة مسقط في الطريق المؤدي من جسر الغبرة بشارع السلطان قابوس إلى خط مسقط السريع، ويقع الجامع بالقرب من مجمع السلطان قابوس الرياضي والمستشفى السلطاني ومبنى عمان مول الجديد. ويتميز موقع الجامع بأنه مطل على العاصمة مسقط لوقوع مكان الجامع على قمة مرتفعة أشبه بقمة جبل وبإطلالة على رمال بوشر الذهبية.

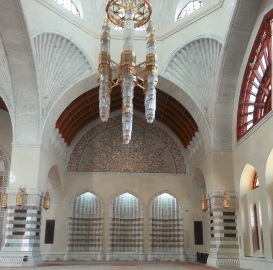
جامع محمد الأمين من الداخل

## الافتتاح
أفتتح جامع محمد الأمين بولاية بوشر يوم الجمعة التاسع والعشرين من شعبان 1435 للهجرة يوافقه 27 يونيو 2014 وذلك تحت رعاية الشيخ أحمد بن حمد الخليلي مفتي عام سلطنة عمان وبحضور جمع من المسؤولين والسادة والمواطنين والمقيمين.

## مواصفات الجامع
يتيميز جامع محمد الأمين بنقوشه الإسلامية الملفتة للأنظار وخصوصا في وقت الليل حيث تضئ القباب والمآذن باللون الذهبي ومن خلال الاضاءاة تبرز نقوش القباب والمآذان في وقت الليل حيث يرئ الجامع من مسافة بعيد من شارع السلطان قابوس لوقوعه على مكان مرتفع. الجدير بالذكر أن الجامع يتسع 2100 مصلي في قاعة الصلاة الرئيسية وأكثر من 570 مصلية في مصلى النساء وأكثر من 60 شخص في مجلس الجامع.

## النمط المعماري للجامع
يتميز الجامع بلونه الأبيض الرخامي المغطى بالرخام الأبيض الإمع، كما يتميز الجامع بمنارتين مرتفعتين ومضائتين بشكل ملفت بنفس لون القبب الذهبية، ويضم كذلك 3 قبب ذهبية متساوية في الحجم ومختلفة في الارتفاع. أما من الداخل فالجامع مزخرف بالكامل بديكور ونقوش إسلامية ويحتوي كذلك على عدد من الثريات الكبيرة. أما في ساحة المسجد الداخلية فتحتوي على فناء مفتوح يستخدم في صلاة الجمعة أو اوقات الزحام والمناسبات، أما بالخارج فيحتوي الجامع على مواقف كثيرة للسيارات.

## مكتبة الجامع
ويتميز جامع محمد الأمين بوجود مكتبة من طابقين تضم عدد كبير من الكتب المتنوعة كما تستوعب بشكل إجمالي ما يقارب من 12 ألف كتاب مع إمكانية إضافة 7 آلاف كتاب مستقبلا.

## اقرأ أيضا
- مسقط
- بوشر
- معالم من سلطنة عمان